# Berényi Pál (pártmunkás)
Berényi Pál (Kecskemét, 1873. február 6. – Kecskemét, 1919. november 21.) földműves, pártmunkás.

## Élete
1903-ban belépett a szociáldemokrata pártba. Kezdeményezésére jött létre a kecskeméti Földmunkás Szakcsoport, később az országos szervezet irányítója volt helyi szinten. 1913-ban a kecskeméti szociáldemokrata párt vezetőségi tagja lett. Az őszirózsás forradalmat követően a megszervezte a földművestanácsot, amelyek elnökévé tették meg. A kommün alatt a kecskeméti tanácsba, illetve a direktóriumba is beválasztották. A Tanácsok Országos Gyűlésén küldött volt, később a Szövetséges Központi Intéző Bizottság tagjának választották meg. A vörös uralom bukása után - a fehérterror idején - meggyilkolták.